# Malatesta I Baglioni
Malatesta I Baglioni (Perugia, 1390 – Spello, enero de 1437), fue un líder italiano, señor de Bettona, Cannara y Spello. Es conocido por fundar al Señorío Baglioni.

## Biografía
Fue el hijo mayor de Pandolfo I Baglioni, descendiente de Oddo Ludovico y Baglione, progenitores de la familia, tuvo cinco varones de su esposa Giacoma Fortebraccio, hermana de Braccio da Montone, incluidos Braccio I y Carlo I, llamado Il Barciglia. Su hermano menor Nello fue el antepasado de Atalanta, madre de Grifonetto.
Malatesta tenía sólo tres años cuando su padre Pandolfo, con cuatro primos, fue asesinado en 1393 por unos exiliados, entre los que destaca Biordo Michelotti; el Papa Bonifacio IX, que se encontraba en Perugia, horrorizado por tanta ferocidad, abandonó la ciudad refugiándose en Asís. Michelotti tomó el poder, expulsó a los nobles del partido contrario, confiscó sus bienes y ordenó el derribo del palacio de Pandolfo. Los Baglioni tuvieron que esperar veinte y tres años antes de poder regresar a Perugia para restablecer un señorío efectivo que duró dos siglos.
Mientras tanto, los Baglioni no permanecieron inactivos sino que se pusieron al servicio de los estados vecinos mostrando coraje y habilidad. En 1398 murió Biordo Michelotti, difunto de Braccio da Montone, quien inauguró el segundo señorío de Perugia.
En julio de 1416 Braccio y Malatesta sitiaron Perugia, logrando expulsar de la ciudad al señor de Rimini Carlo Malatesta y a los dos hermanos de Michelotti. Hacia 1418, Braccio hizo casar a Malatesta con su hermana Giacoma Baglioni, lo acompañó en sus victoriosas hazañas al servicio del rey del Reino de Nápoles, Ladislao d'Angiò-Durazzo. El conde de Montone, sin embargo, volvió sus armas contra el soberano napolitano para apoyar al antipapa Juan XXIII en la conquista de Bolonia.
El 2 de junio de 1424, Braccio da Montone murió en combate, después de permitir a los peruginos vivir un período económicamente próspero, rico en cultura y arte, cuyos beneficios se percibieron incluso después de su partida, como en el caso de la construcción de la oratorio de San Bernardino (1454), decorado por Agostino di Duccio. Tras este lúgubre acontecimiento, bajo el mando de Niccolò Piccinino y Malatesta, Perugia y el territorio de Asís volvieron a estar bajo el dominio de los Baglioni.
Malatesta ahora soñaba con el establecimiento de un estado verdaderamente vasto que le hubiera gustado extender desde Bolonia a Nápoles y Ancona: su ambicioso proyecto, sin embargo, no coincidió con los proyectos del Papa, que solo le concedió el vicariato apostólico de Bettona, Cannara y Spello.
Las luchas internas y las facciones se reavivan en Perugia, a pesar de los sermones de Bernardino da Siena. Los Baglioni, sin embargo, tuvieron la astucia y la buena fortuna de no involucrarse en los desórdenes que siguieron al final del señorío de Bracce. Malatesta supo salvar bienes y castillos y pacificar dignamente la ciudad. Malatesta, sin embargo, no pudo convertirse en señor de Perugia (su hijo Braccio lo seré) porque murió repentinamente en la fortaleza de Spello. Los peruginos lo aclamaron como padre de la patria por haber puesto las bases del señorío de su familia que perdurará en la ciudad, con descendencia, hasta 1540, con Rodolfo II, y, en el condado, con Malatesta V, muerto en 1648.
Malatesta I fue enterrado en la cripta de la capilla Baglioni en la Iglesia de San Francesco al Prato en Perugia (donde también estaban las tumbas de Braccio da Montone y Biordo Michelotti), donde serán enterrados otros miembros de la familia.

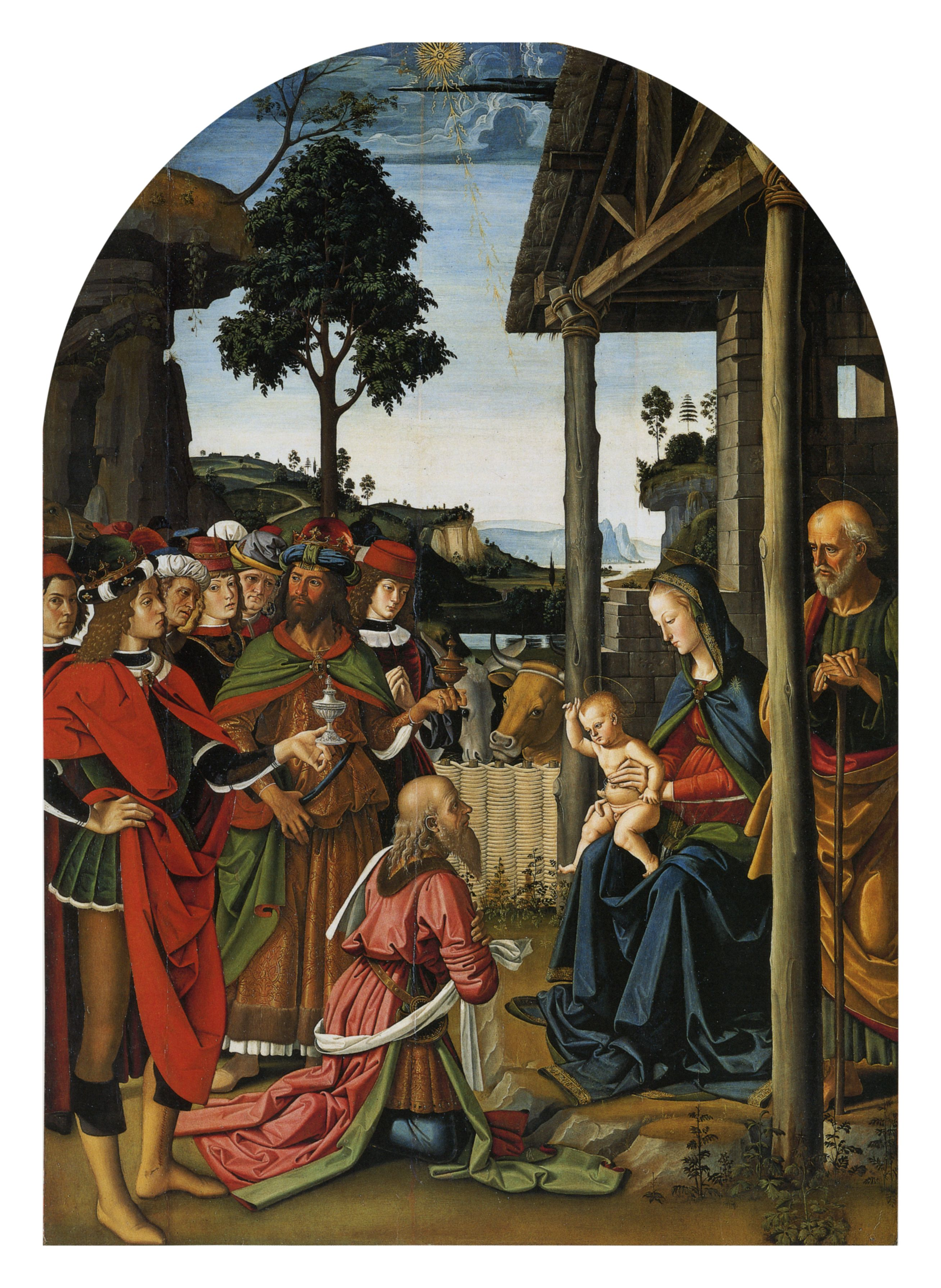
Adorazione dei Magi

De Malatesta recordamos también el siguiente episodio singular: en 1431 hizo ahorcar al dueño de la posada que estaba justo al lado del nuevo puente sobre el río Chiascio, en Torgiano, por haber robado a un viajero que se había alojado en la posada seis florines.
Habiendo logrado no fácilmente una posición de dominio sobre la ciudad y seguro del apoyo del Papa Eugenio IV, Malatesta adquirió el codiciado papel de la figura más autoritaria de Perugia y dotado de una intuición política segura, tanto que mereció el señorío. La Bastia también incorporó los territorios controlados por él, el pontífice lo eximió del pago de impuestos feudales hasta la tercera generación de su posteridad.
Malatesta estuvo representada en la Adoración de los Reyes Magos, un prestigioso cuadro de Perugino, junto a su hijo Braccio I y su sobrino Grifone Baglioni, padre de Grifonetto.